# Anne-Julie Raccoursier
Anne-Julie Raccoursier, née en 1974 à Bussigny-sur-Oron, est une plasticienne et vidéaste suisse qui vit et travaille à Lausanne et à Genève. Formée à l'École supérieure d’arts visuels à Genève et au California Institute of the Arts, Los Angeles, ses œuvres se situent dans le champ de l'art documentaire et dépeignent des évènements en soulignant les aspects contradictoires et étranges, ainsi que la mise en scène médiatique. Elle obtient le Prix fédéral d’art suisse successivement en 2005 et 2008. 

## Biographie
Anne-Julie Raccoursier nait en 1974 à Bussigny-sur-Oron. Grâce à sa mère finlandaise, elle parle le finlandais et passe toutes ses vacances en Filande.
Adolescente, elle joue à monter des expos avec son ami Denis Pernet.

### Formation

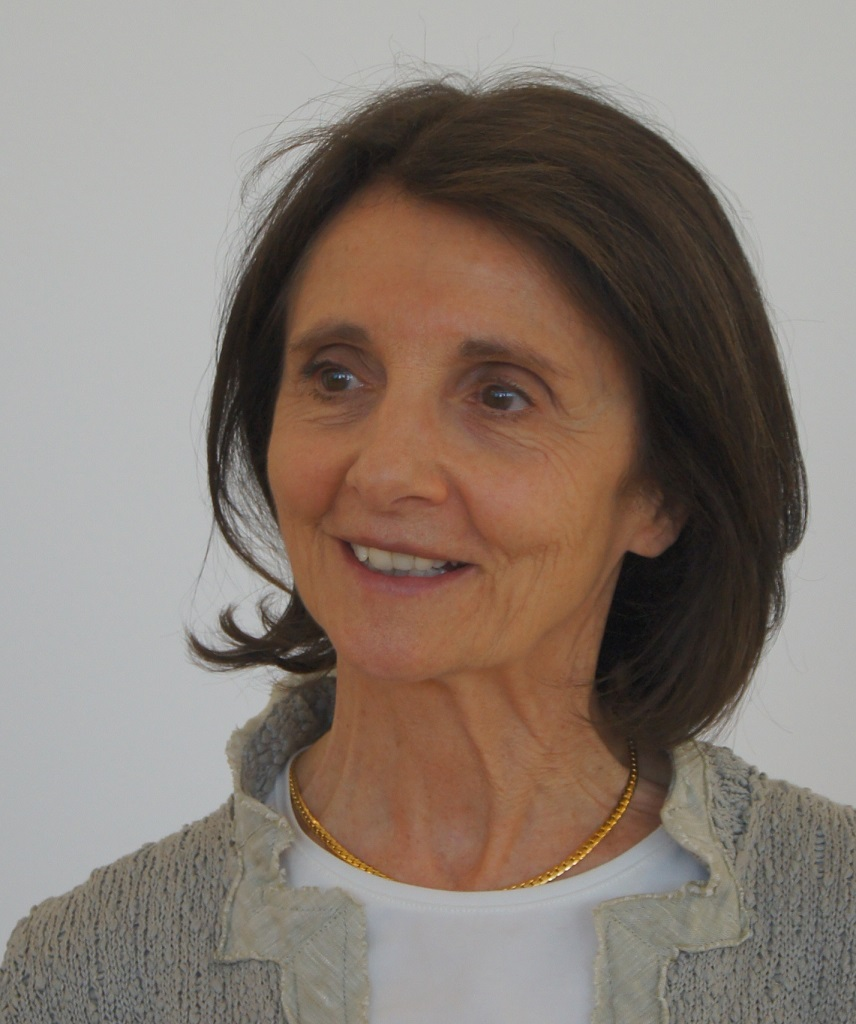
Catherine Queloz, une des enseignantes d'Anne-Julie Raccoursier à École supérieure d’arts visuels à Genève.

Elle commence ses études à l’École supérieure d’arts visuels à Genève en 1993 où elle bénéficie de l'enseignement féministe de Catherine Quelloz ce qui suscite son intérêt pour les thématiques du genre et de l'identité. En 1999, elle obtient son diplôme d'arts visuels de École supérieure des Beaux-Arts de Genève et en 2003, un master en études critiques du California Institute of the Arts, Los Angeles (CalArts). En Californie, elle suit l'enseignement de Michael Asher, artiste conceptuel. Le CalArts est notamment connu pour avoir été créé par Walt Disney mais Judy Chicago y a aussi dispensé le premier cours d'art féministe en 1972. 

### Carrière artistique
Le Centre d’édition contemporaine à Genève en 2007 accueille sa première exposition monographique Wireless World. En 2007, elle remporte le prix Accrochage grâce à sa vidéo Noodling (2006) qui montre des hommes en compétition pour un prix d'air guitar qui consiste à mimer le geste d’un guitariste sans avoir l’instrument en main. La vidéo établit une correspondance entre les mouvements des compétiteurs et la masturbation masculine dans une atmosphère typique des années 1970.  

Elle expose trois vidéos de Non-Stop Fun au Musée cantonal des beaux-arts de Lausanne. Non-Stop Fun met en scène sur trois écrans des assemblées de gymnastes suisses et autrichiennes.  

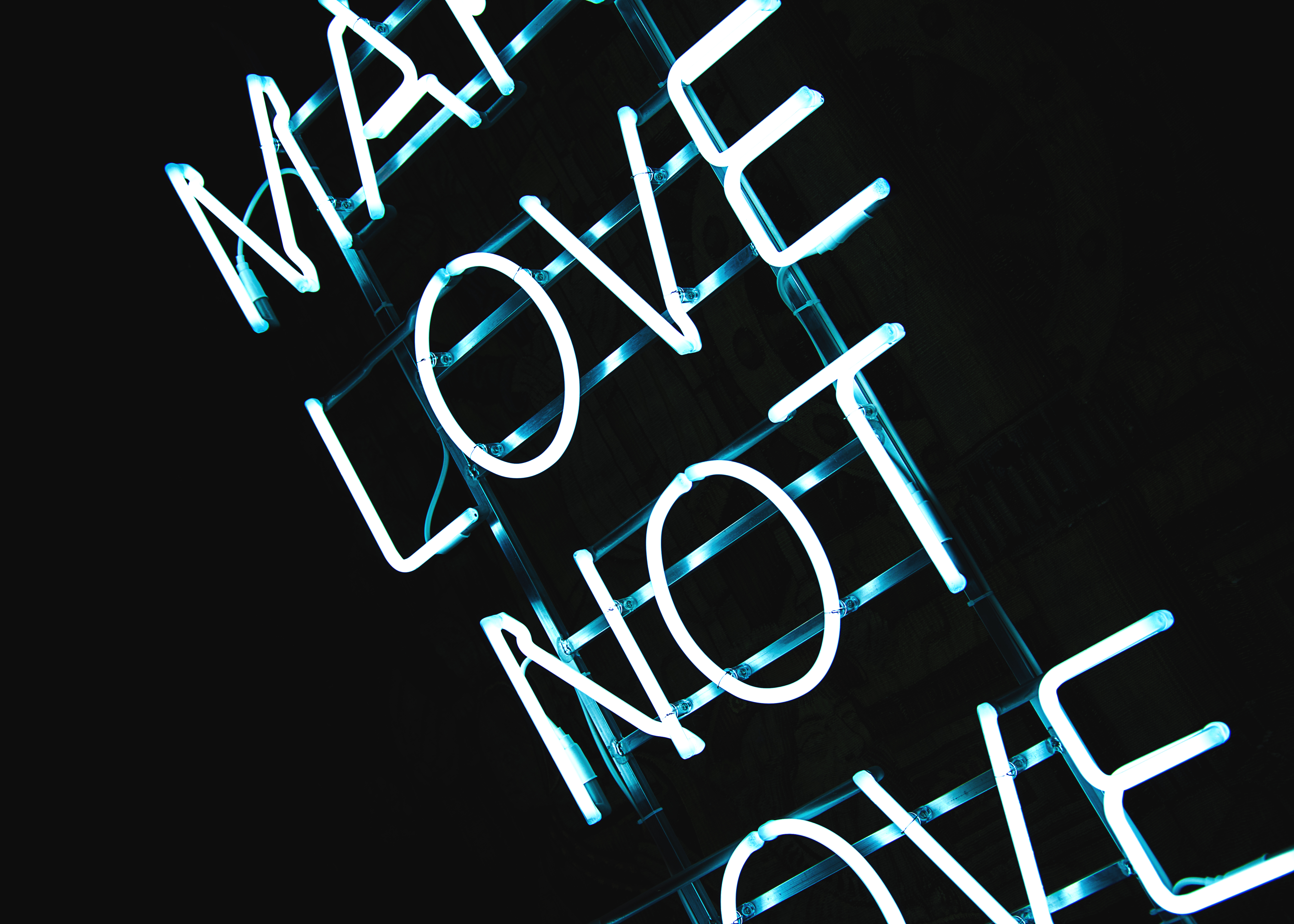
Exposition d'Anne-Julie Raccoursier au Château de Gruyères en 2016.

En 2017, son projet artistique «vidéoconfiance» décore le nouveau Parlement vaudois de quatre écrans vidéos présentant vidéos filmées en plan rapprochées de deux cents personnes du canton.  
Anne-Julie Raccoursier effectue une carrière d'enseignement de l'art à la Haute École d’art et de design de Genève et à École cantonale d’art du Valais. 
De décembre 2023 à avril 2024, le Musée d'Art et d'Histoire de Genève lui donne carte blanche ainsi qu'à Pauline Julier pour une installation établissant des liens entre son parcours et celui d'Ella Maillart. 

## Travaux

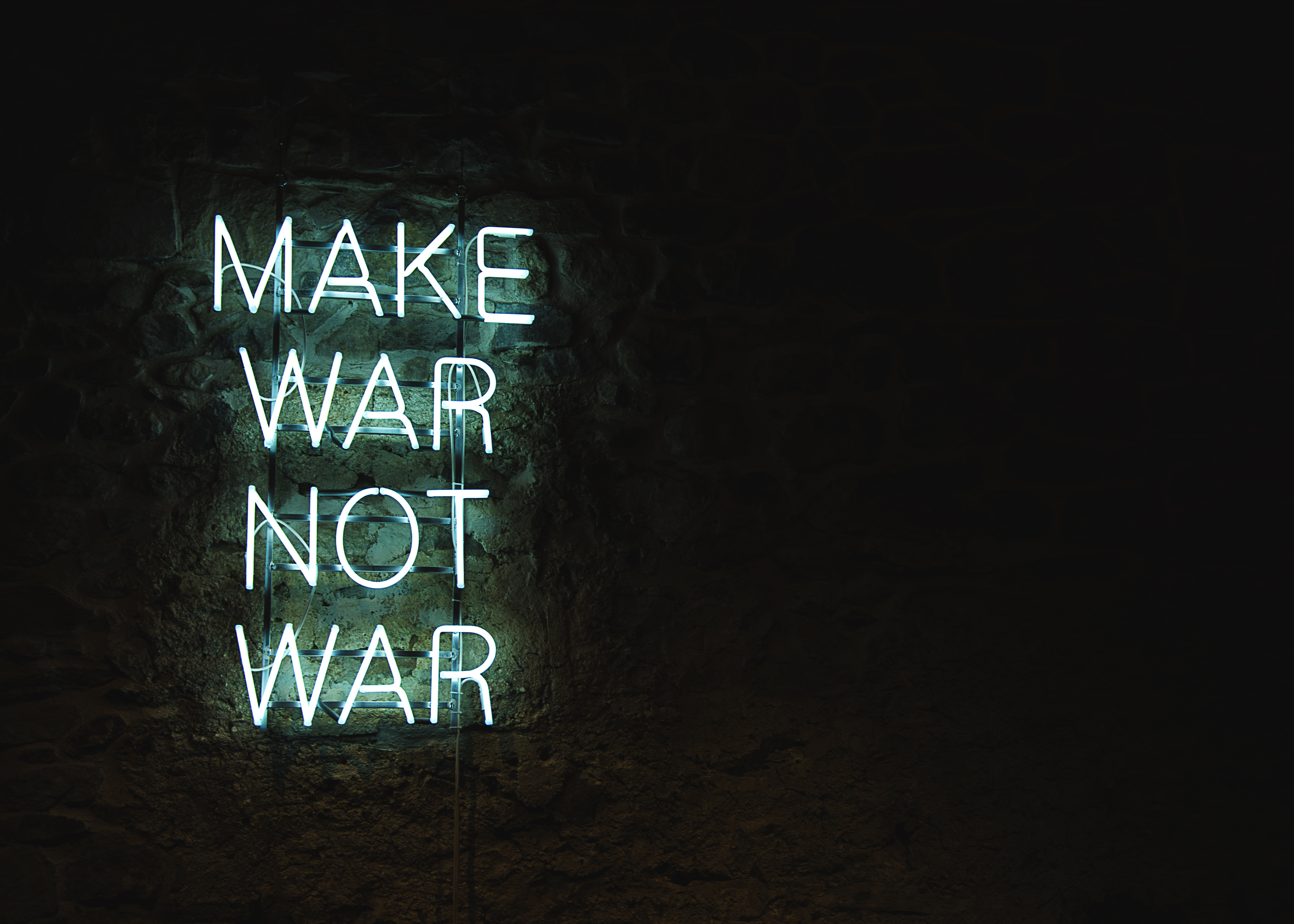
Exposition d'Anne-Julie Raccoursier au Château de Gruyères en 2016

Les travaux d'Anne Julie Raccoursier s'inscrivent dans le cadre de la mouvance de l'art documentaire. Dans ses vidéos, elle tourne des images relatives à des évènements en cours et son travail artistique se déploie au moment du montage, en imprimant des rythmes et des boucles afin de provoquer des associations de sens. Le montage terminé, la phase terminale déterminante est de donner un titre à l'œuvre. Ses travaux explorent l'identité, le sexe, le désir, la motivation, la société de spectacle et le néoconservatisme en se portant davantage sur la révélation de l'affectif que sur la documentation de la rationalité.
Pendant son master, Anne Julie Raccoursier publie trois essais. Waxing Politics qui s'interroge sur la médiatisation du politique, Herman, The Bull qui retrace les manipulations génétiques effectuées sur un embryon bovin avec un gène humain et la médiatisation et l'exposition de l'animal ainsi « créé ». Le troisième essai, intitulé Set Design and Display revient sur un espace de presse pendant la guerre de l'Irak créé par un designer américain et situé à côté du quartier général du corps expéditionnaire au Qatar qui s'effectue en parallèle du déploiement des forces armées. Son travail consiste en une exploration documentaire qui fait la part de ce qui relève de la mise en scène performative et des faits réels documentés.
Ses œuvres sont exposées au Fonds cantonal d’art contemporain à Genève, au Musée cantonal des beaux-arts de Lausanne, au Kunst am Bau de l’Ambassade Suisse à Moscou, au Kunstmuseum de Saint-Gall et au Musée des Beaux-Arts de Berne

## Expositions personnelles (sélection)
- 2011 : Loop Line, Kunsthaus, Langenthal,
- 2008 : Accrochage [Vaud] 2008 & Anne-Julie Raccoursier, Musée cantonal des Beaux-Arts de Lausanne
- 2007 : Centre d’édition contemporaine, Bac - Bâtiment d'art contemporain, Genève
- 2005 : Swiss Folks, (curateur Caroline Vitelli), Galerie Edward Mitterrand, Genève
- 2004 : Waxy Broadcasts, No Anchor, C-Level, Los Angels (avec Andrew Choate)
- 2000 : Orchestral Transport, Galerie Espace Flon, Lausanne

## Expositions collectives (sélection)
- 2008 : Shifting identities, Kunsthaus, Zürich.
- 2008 : Swiss Art Awards, Foire de Bâle.
- 2007 : Il faut cultiver notre jardin, Kunsthaus Langenthal, Langenthal.
- 2007 : Accrochage [Vaud 2007], Musée cantonal des beaux-arts, Lausanne.
- 2005 : Swiss Art Awards 2005, Messe Basel, Basel.
- 2004 : First Person, Sala de Arte Publico Siqueiros, Mexico City.
- 2004 : Swiss Art Videolobby, Contemporary Art Center, Vilnius/Lituanie.
- 2003 : Integrated Media Show, CalArts, Los Angeles.
- 2003 : 10e Biennale de l'image en mouvement, Centre pour l'image contemporaine, Saint-Gervais, Genève.
- 2003 : Death & Co, Garash Galleria, Mexico City.
- 2003 : Tout doit disparaître, Galerie Donzévansaanen, Lausanne.
- 2002 : Swiss Art Awards 2002, Messe Basel, Basel.

## Prix
- 2014 : Prix culturel vaudois
- 2008 : Lauréate du Concours fédéral d'art.
- 2007 : Prix du Jury, Accrochage Vaud[1]
- 2005 : Lauréate du Concours fédéral d'art[12].
- 2005 : Prix Mobilière Young Art[12].
- 2002 : Prix de la Fondation Fern Moffat, Société académique vaudoise, Lausanne.
- 2001 : Prix de la Fondation du Dr Liechti, Lausanne.

## Catalogues
- 10e Biennale de l’image en mouvement, catalogue d’exposition, Centre pour l’image contemporaine, Saint-Gervais, Genève 2003
- Swiss Art Award, supplément Kunstbulletin no 12 novembre/décembre 2005, Bundesamt für Kultur, Bern 2005
- Helden Heute, catalogue d’exposition, CentrePasquart, éd. Clandestin, Bienne 2005
- Il faut cultiver notre jardin, catalogue d’exposition, Kunsthaus Langenthal, Merkur Druck AG, Langenthal 2007
- Anne-Julie Raccoursier: cette publication paraît à l'occasion de l'exposition Anne-Julie Raccoursier dans le cadre d'Accrochage (Vaud 2008); Musée cantonal des Beaux-Arts, Lausanne, 2 février - 2 mars 2008, Musée Cantonal des Beaux-Arts, 2008 (ISBN 978-2-940027-56-9).
- Anne-Julie Raccoursier, loop line: Kunsthaus Langenthal, [24. Februar 2011 - 1. Mai 2011], Kunsthaus Langenthal, 2011 (ISBN 978-3-905817-30-0).

## Publications
- TIME ACTION VISION, Conversations in Cultural Studies, Theory, and Activism, ed. en collaboration avec Christian Höller (to be published, CCC et JRP).
- Environ 27 ans (peut-être un peu plus...) : pratiques artistiques et féminismes : un projet ; Martine Anderfuhren ; Pauline Boudry ; Anne-Julie Raccoursier ; Julie Ault ; Genéve : Société des arts de Genève, Classe des beaux-arts, 1997. (OCLC 44040116).